# Liste der chilenischen Fernsehkanäle
Die Liste der chilenischen Fernsehkanäle soll einen ersten Überblick über die chilenische Medienlandschaft und die Sendegebiete der dortigen TV-Sender geben. Zur besseren Lesbarkeit und Übersichtlichkeit dieser Liste sind die Senderbezeichnung mit Fettschrift hervorgehoben. Die Fernsehsender sind nach regionaler Verbreitung sortiert.

## International
- Televisión Nacional de Chile (TVN) ist in Europa auf dem Fernsehsatelliten Hotbird sowie weltweit durch die monatliche Zahlung via Internet empfangbar[1]
- Canal 13 ist in Südamerika und durch die monatliche Zahlung via Internet empfangbar
- Mega ist weltweit durch die monatliche Zahlung auf YouTube empfangbar

## Landesweite TV-Sender
- Canal 13
- Mega (Red televisiva Mega S.A.)
- TVN (Televisión Nacional de Chile)
  - staatlicher Sender, ist landesweit terrestrisch, im Kabel und per Satellit zu empfangen
  - Programminhalte: Nachrichten, Telenovelas, Shows, Serien, Musik
- Red Chilena de Televisión auch als La Red bekannt
- Chilevisión: http://www.chilevision.cl/home/index.html
- UCV TV

## Kabel- und Satelliten TV
- Mega Plus
- 13C
- Zona Latina
- Via X
- Etc TV
- Rec TV
- CNN Chile
- Canal 24 Horas

## Regionale TV-Sender

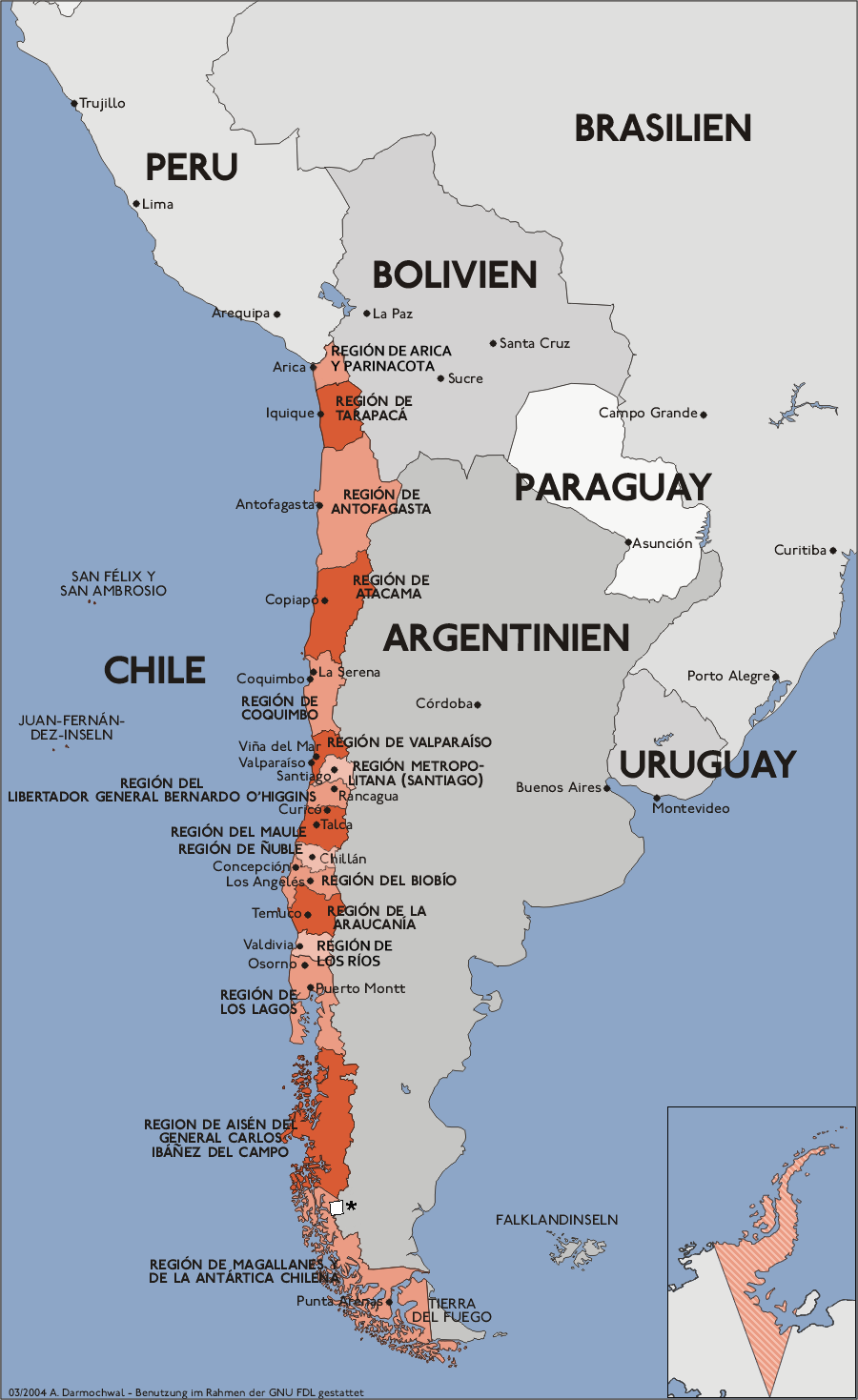
Chiles Regionen

### Santiago Region
- Óptima Televisión auch als TVO bekannt
- Nuevo Tiempo Televisión
  - ein Sender der die Positionen der Siebenten-Tags-Adventisten verbreitet
- VidaVisión. Canal 2
  - ein Evangelikaler TV-Sender
  - Hauptsendegebiet ist Santiago de Chile

### Nordchile

#### Region I –Región de Tarapacá
- La Tirana: Canal 3 TV Rural

#### Region II –Región de Antofagasta
- Antofagasta: TVN Red Antofagasta
- Mejillones: Canal 2

#### Region III –Región de Atacama
- Caldera: Playa Blanca TV
- Copiapó: TVN Red Atacama
- Diego de Almagro: Canal 3 TV Comunal
- Chañaral: STM

### Zentralchile

#### Region IV –Región de Coquimbo
- Andacollo: Canal Comunal
- Illapel: Canal 2
- La Serena: TVN Red Coquimbo
- La Serena: Canal Ve
- Salamanca: Canal 4

#### Region V –Región de Valparaíso
- Algarrobo a El Tabo: Girovisual TV Canal 7
- La Calera: Cosmos
- San Antonio: Canal 2
- Viña del Mar: TVN Red Valparaíso
- Viña del Mar: UCV TV

#### Region VI –Región del Libertador General Bernardo O’Higgins
- Rancagua: TVN Red O’Higgins
- Rancagua: Canal 21

#### Region VII –Región del Maule
- Curicó: TVR (Televisión Regional)
- Talca: TVN Red Maule
- Talca: Canal 6
- Linares: TV 5

#### Region VIII –Región del Bío-Bío
- Concepción: TVN Red Bío-Bio
- Concepción: TVU
- Concepción: Canal 9 (Canal Regional)

#### Region IX –Región de la Araucanía
- Temuco: TVN Red Araucanía
- Temuco: Autónoma TV Canal 2

#### Region X –Región de los Lagos
- Osorno: TV Osorno (Imagen Televisión Productora de TV Osorno)
- Quellón: TV Escolar Allakintuy
- Quicaví-Quemchi: TV8

### Südchile

#### Region XII –Región de Magallanes y de la Antártica Chilena
- Punta Arenas: TVN Red Austral
- Punta Arenas: Canal 4 Punta Arenas
- Punta Arenas: ITV Patagonia (Imagen Televisiva de la Patagonia)